# Taenaris dioptrica
Taenaris dioptrica is een vlinder uit de familie Nymphalidae. De wetenschappelijke naam van de soort is voor het eerst geldig gepubliceerd in 1860 door Samuel Constant Snellen van Vollenhoven.